# St. Albertus Magnus (Regensburg)

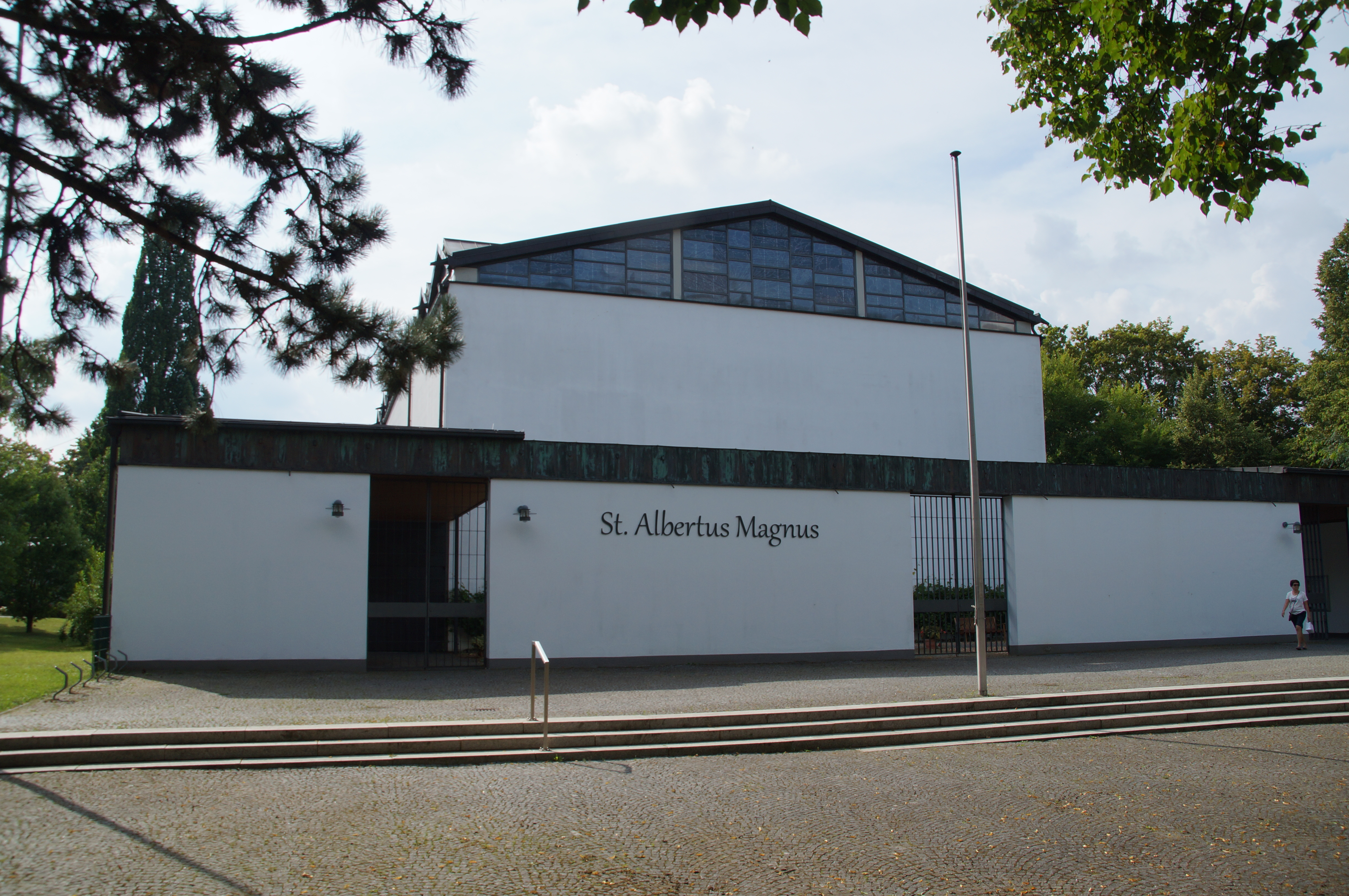
St. Albertus Magnus

Die katholische Pfarrkirche St. Albertus Magnus steht in der Schwabenstraße 2 im Kasernenviertel von Regensburg.

## Geschichte
Das Gebiet der heutigen Pfarrei gehörte bis 1963 zur Pfarrei St. Anton. Der wachsende Stadtteil und die Seelsorge der Soldaten der angrenzenden vier Kasernen machte die Neugründung einer Pfarrstiftung notwendig. Durch Kauf und Grundstückstausch konnte 1957 ein 8.941 Quadratmeter großes Grundstück erworben werden. Die oberhirtliche Genehmigung zum Bau der Kirche erteilte Michael Buchberger. Den Architekturauftrag erhielt 1960 Karl Schmid jun., nachdem zuvor zwei Entwürfe durch die Bischöfliche Administration abgelehnt wurden. Am 28. Juni 1962 wurde der Bauauftrag mit einem Volumen von 1,5 Millionen D-Mark erteilt. Der Grundstein wurde am 6. Oktober 1962 durch Rudolf Graber gelegt. Nach dem Richtfest am 27. Juli 1963 erfolgte die Gründung der Pfarrstiftung, welche später am 1. Januar 1964 zur Pfarrei erhoben wurde. Die Konsekration des Gebäudes und die Benediktion auf St. Albertus Magnus erfolgte am 22. Dezember 1963.
Am 1. Januar 2018 wurde die Kirche durch einen Schwelbrand im Dach beschädigt.
Um die Brandbekämpfung vom Innenraum aus zu ermöglichen, wurde hierzu eine 16 t schwere Feuerwehr-Drehleiter DLK 23-12 über den Haupteingang in den Innenraum der Kirche gefahren.
Seit 1. September 2023 bildet die Kirche eine Seelsorgeeinheit mit der Mutterpfarrei.

## Gebäude
Das nach Westen ausgerichtete Kirchengebäude ist 37 m lang, 13 m breit und 13 m hoch. Neben der Kirche seht südöstlich etwas abseits freistehend ein schlanker Glockenturm dessen Höhe 45 m beträgt und mit einem 5 m hohen Bronzekreuz gekrönt ist. Der Innenraum umfasst 850 Sitzplätze. Westlich des Hauptgebäudes schließen sich Pfarrhaus, Pfarrheim und Kindergarten an.

## Ausstattung

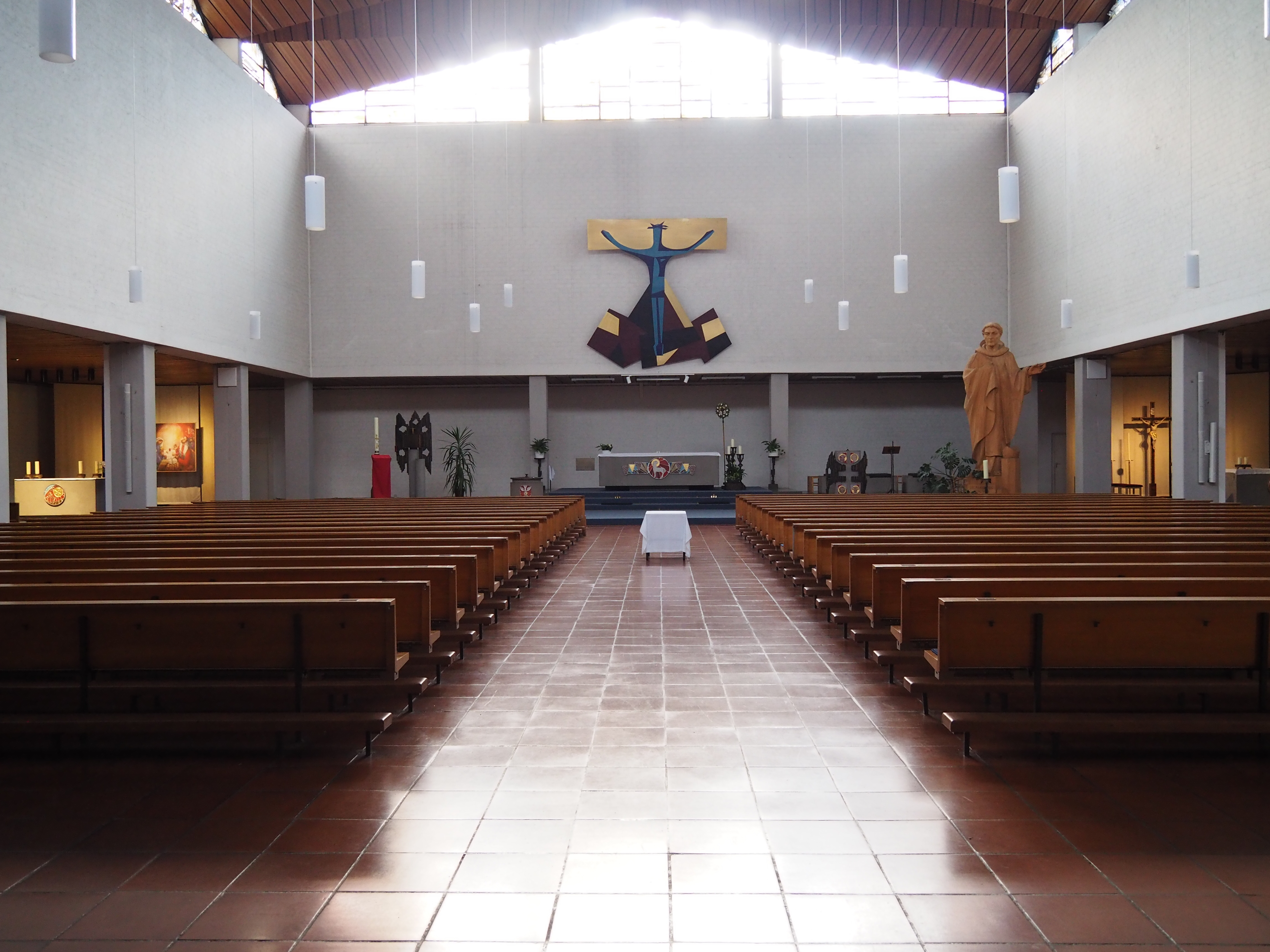
St. Albertus Magnus

Im Inneren ist der „Kosmische Christus“ des Regensburger Künstlers Walter Zacharias über dem Altar zu sehen. Das erst nach der Einweihung geschaffene Kunstwerk besteht aus Messing und Email und umfasst 4 mal 4 m. Es wurde am 1. August 1965 geweiht. Das umlaufende, 175 m2 große Fensterband unter der gegliederten Holzdecke entwarf Franz Nagel und wurde von der ortsnahen Regensburger Kunstglasfirma Schwarz realisiert.
Der Altar ist ein 12 Tonnen schwerer Monolith aus Granit. Er stammt aus dem Fichtelgebirge nahe der Kreisstadt Wunsiedel. Im Altar finden sich Reliquien der Hl. Äterius, Hl. Charus und Hl. Innocentia.
Neben zwei unterschiedlich stilistischen Statuen, die sich in den Seitenschiffen befinden, fällt die überlebensgroße Statue des Kirchenpatrons ins Auge, welche ebenfalls von Josef Erhart aus Unterammergau, einem Martini-Schüler gefertigt wurde.
Die 14 Glasfenster in den Seitenschiffen, die den Kreuzweg bilden entwarf Gebhard Schmidl aus München und wurden in Waldsassen gefertigt.
Der heutige Altarbild wurde 1991 auf Initiative des amtierenden Pfarrers von Richard Triebe erst aus Gips modelliert, in Aluminium gegossen und daraufhin farblich an die Fenster der Kirche angepasst.

## Orgel
Die Orgel mit drei Manualen und 35 Registern und elektro-pneumatischen Kegelladen wurde 1966 von Eduard Hirnschrodt gefertigt. Die von Karl Norbert Schmid erstellte  Disposition lautet:

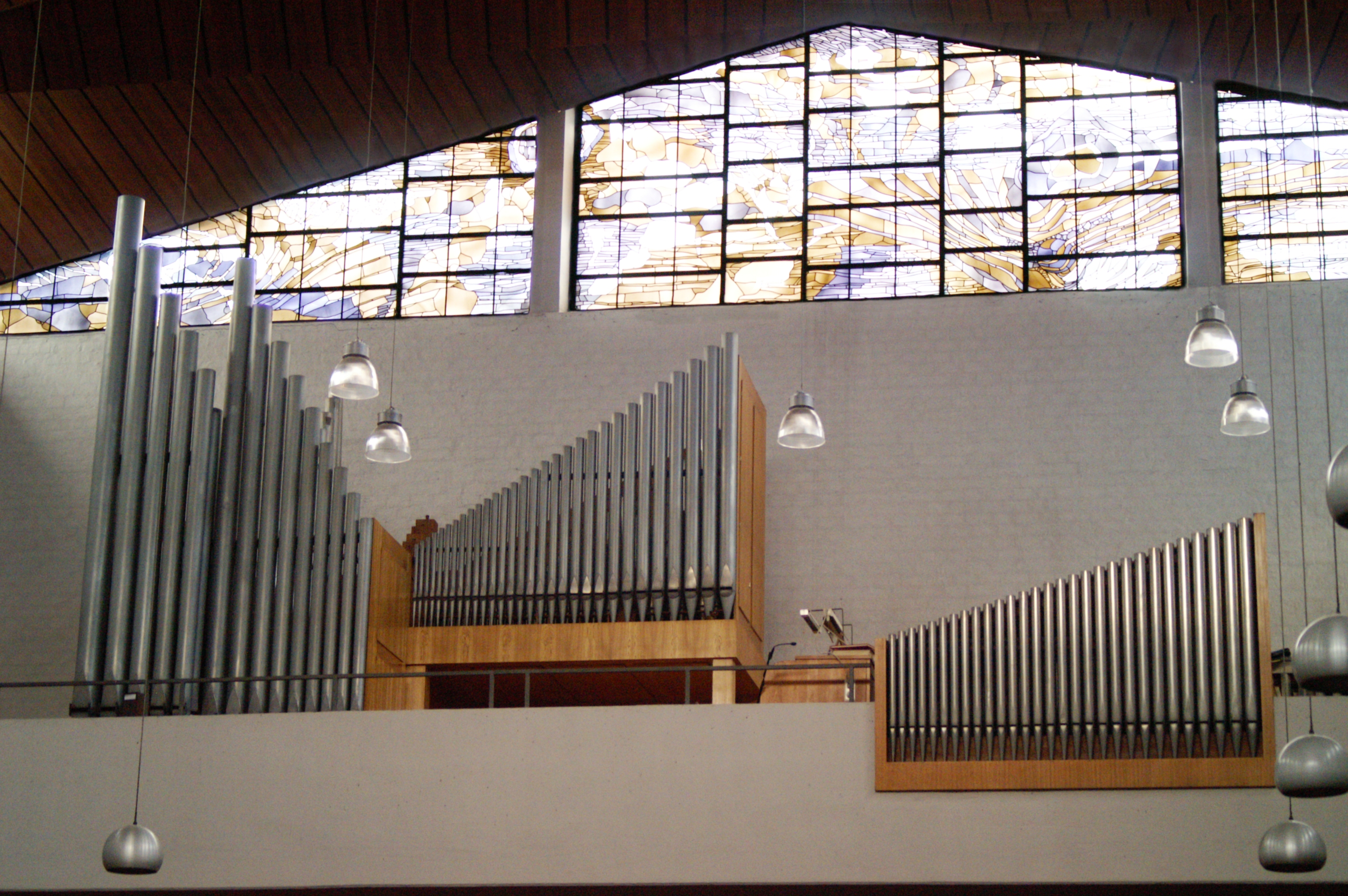
Orgel, erbaut von Eduard Hirnschrodt
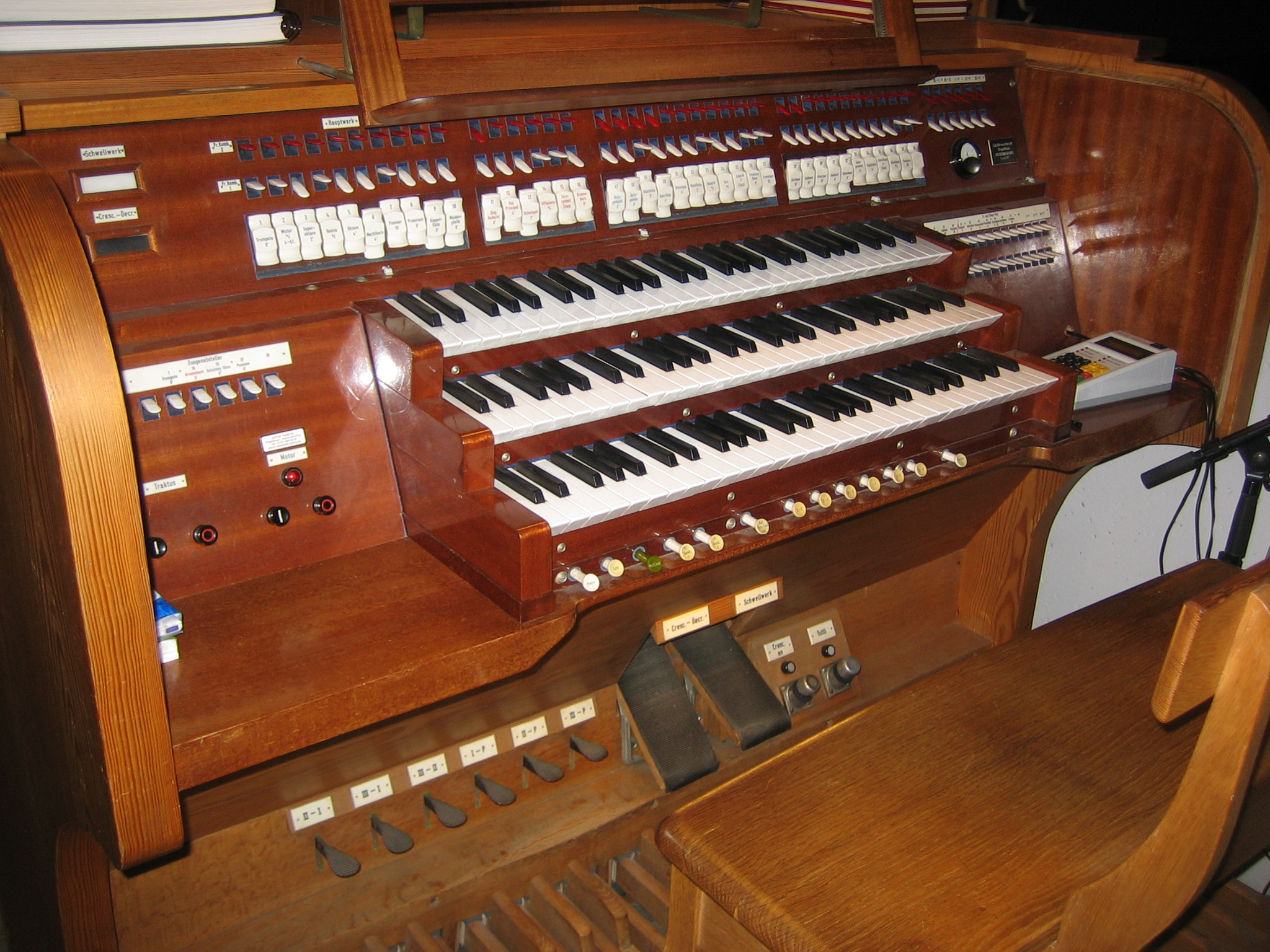
Spieltisch der Orgel

| I Hauptwerk C–g3 |              |       |
| 1.               | Pommer       | 16′   |
| 2.               | Praestant    | 8′    |
| 3.               | Koppelflöte  | 8′    |
| 4.               | Weidenpfeife | 8′    |
| 5.               | Oktave       | 4′    |
| 6.               | Nachthorn    | 4′    |
| 7.               | Quinte       | 2 ⁄3′ |
| 8.               | Superoktave  | 2′    |
| 9.               | Mixtur IV–VI | 1 ⁄3′ |
| 10.              | Trompete     | 8′    |

| II Positiv C–g3 |                 |       |
| 11.             | Singend Gedackt | 8′    |
| 12.             | Ital. Principal | 4′    |
| 13.             | Schwiegel       | 2′    |
| 14.             | Siffquinte      | 1 ⁄3′ |
| 15.             | Terzzymbel III  |       |
| 16.             | Krummhorn       | 8′    |

| III Schwellwerk C–g3 |               |        |
| 17.                  | Holzgedackt   | 8′     |
| 18.                  | Spitzgambe    | 8′     |
| 19.                  | Quintatön     | 8′     |
| 20.                  | Rohrflöte     | 4′     |
| 21.                  | Principal     | 4′     |
| 22.                  | Waldflöte     | 2′     |
| 23.                  | Nasard        | 2 ⁄3′  |
| 24.                  | Terz          | 1 3⁄5′ |
| 25.                  | Scharff V     | 1′     |
| 26.                  | Schalmey Oboe | 8′     |

| Pedal C–f1 |               |         |
| 27.        | Principal     | 16′     |
| 28.        | Subbaß        | 16′     |
|            | Zartbaß       | 16′     |
| 29.        | Quintbaß      | 10 2⁄3′ |
| 30.        | Gedackt       | 8′      |
| 31.        | Oktavbaß      | 8′      |
| 32.        | Rohrpommer    | 4′      |
| 33.        | Flachflöte    | 4′      |
| 34.        | Choralbaß III | 4′      |
| 35.        | Posaune       | 16′     |

- Koppeln: II/I, III/I, III/II, I/P, II/P, III/P
- Nebenregister: 2 Tremulanten
- Spielhilfen: 2 freie Kombinationen, Crescendotritt, Schwelltritt, Tuttiknopf, 2 Pedalkombinationen und Einzelzungenabsteller

## Glocken

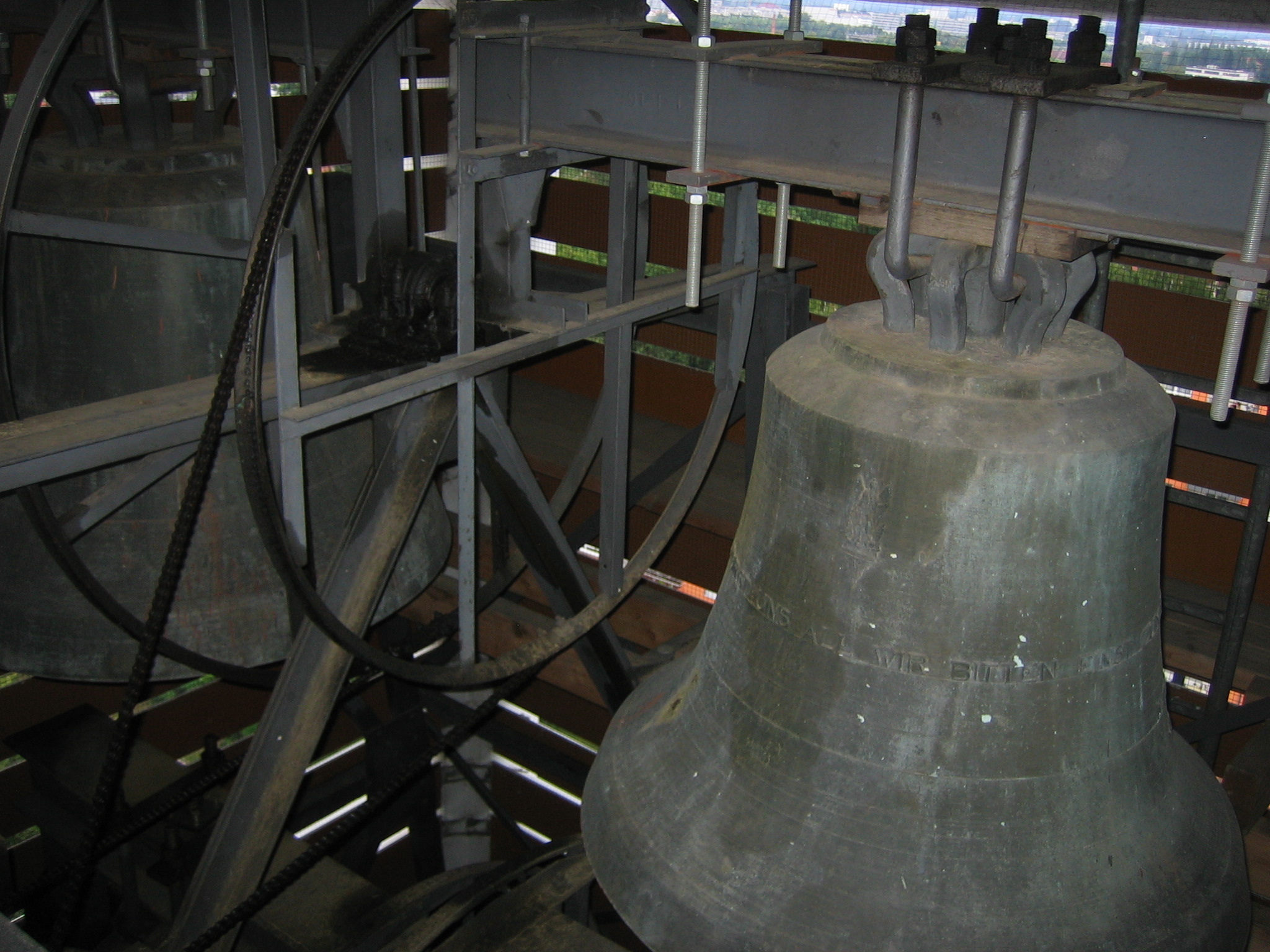
Die beiden kleinen Glocken mit gekröpften Jochen

Im schlanken freistehenden Glockenturm hängt ein 4-stimmiges Bronzegeläut, das im Parsifal-Motiv erklingt und 1963 von der Glockengießerei Hofweber in Regensburg gegossen wurde. Aufgrund von den engen Platzverhältnissen in der Glockenstube hängen alle Glocken an stark gekröpften Jochen.
| Nr. | Name                        | Masse (kg) | Schlagton | Gussjahr | Glockengießer  |
| 1   | Albertus Magnus-Glocke      | 2.750      | h0        | 1963     | Georg Hofweber |
| 2   | Marienglocke                | 1.650      | d1        | 1963     | Georg Hofweber |
| 3   | Erhard- und Wolfgang-Glocke | 1.200      | e1        | 1963     | Georg Hofweber |
| 4   | Michaelsglocke              | 650        | g1        | 1963     | Georg Hofweber |

Jeden Samstag um 15 Uhr wird der Sonntag eingeläutet. Dabei erklingen zunächst alle Glocken kurz von klein nach groß einzeln, anschließend erklingt das Vollgeläut.

## Pfarrer

### Seit der Gründung der Pfarrei
- Franz Xaver Feuerer (1964–1992)
- Georg Forster (1992–2001)
- Franz Walden (2001–2004)
- Hannes Lorenz (2005–2012)
- Sigmund Humbs (2012–2023)

### Seit der Zusammenlegung zur Pfarreiengemeinschaft
- Martin Müller